# Kfar Ahim
Kfar Ahim (Hebreeuws: כפר אחים) is een mosjav van de regionale raad van Be'er Tuvia. De mosjav ligt in het noordwestelijke deel van de Negev.